# Gran Premio d'Europa
Gran Premio d'Europa är ett travlopp för 4-åriga varmblodiga travhästar som körs på Ippodromo La Maura i Milano i Italien. Loppet har körts över ett flertal olika distanser, men körs 2019 över 2 080 meter med autostart. Det är ett Grupp 1-lopp, det vill säga ett lopp av högsta internationella klass, och förstapris är 407 000 euro (2019).
Bland segrarna i loppet finns bland annat Zacon Gio, Urlo dei Venti, Lisa America, Daguet Rapide och Varenne.

## Segrare
| År   | Vinnare          | Kusk                  | Tränare                 | Tid     | Odds  | Tvåa              | Trea             |
| ---- | ---------------- | --------------------- | ----------------------- | ------- | ----- | ----------------- | ---------------- |
| 2023 | Diamond Truppo   | Antonio Simioli       | Alessandro Gocciadoro   | 1.12,9  | 4.80  | Denver Gio        | Dolce Viky       |
| 2022 | Carlomagno d’Esi | Andrea Farolfi        | Laurent-Claude Abrivard | 1.13,2  | 3.87  | Charmant de Zack  | Colbert WF       |
| 2021 | Blackflash Bar   | Santo Mollo           | Fausto Barelii          | 1.13,4  | 10.31 | Bepi Bi           | Bengurion Jet    |
| 2020 | Alrajah One      | Örjan Kihlström       | Alessandro Gocciadoro   | 1.12,8  | 3.33  | Axl Rose          | Gelati Cut       |
| 2019 | Zacon Gio        | Roberto Vecchione     | Holger Ehlert           | 1.11,2a | 2.25  | Face Time Bourbon | Zidane Grif      |
| 2018 | Vitruvio         | Alessandro Gocciadoro | Alessandro Gocciadoro   | 1.11,7a | 1.75  | Va' Pensiero Gar  | Valchiria Op     |
| 2017 | Urlo dei Venti   | Enrico Bellei         | Gennaro Casillo         | 1.12,5a | 1.88  | Unicorno Slm      | Ursa Caf         |
| 2016 | Timone Ek        | Björn Goop            | Fabrice Souloy          | 1.11,3a | 2.87  | Totoo del Ronco   | Testimonial Ok   |
| 2015 | Brillantissime   | Pierre Vercruysse     | Philippe Allaire        | 1.13,4a | 2.69  | Sereno Op         | Sceicco          |
| 2014 | Radiofreccia Fi  | Federico Esposito     | Erik Bondo              | 1.13,2a | 2.11  | Re Italiano Ur    | Ringostarr Treb  |
| 2013 | Princess Grif    | Roberto Andreghetti   | Edwin Lagas             | 1.14,3a | 5.73  | Pitagora Bi       | Pascia’ Lest     |
| 2012 | Owen Cr          | Pietro Gubellini      | Pietro Gubellini        | 1.12,4a | 4.31  | Obama Gar         | Orsia            |
| 2011 | Negresco Milar   | Mario Guzzinati       | Mario Guzzinati         | 1.12,7a | 21.50 | Nephenta Lux      | Norton Ans       |
| 2010 | Mago d'Amore     | Pietro Gubellini      | Team Gubellini          | 1.11,8a | 1.21  | Mondiale Ok       | Merckx Ok        |
| 2009 | Lisa America     | Andrea Guzzinati      | Jerry Riordan           | 1.11,1a | 25.92 | Lorenz del Ronco  | Lana del Rio     |
| 2008 | Igor Font        | Jean-Michel Bazire    | Fabrice Souloy          | 1.12,0a | 4.31  | Iulius del Ronco  | Ismos Fp         |
| 2007 | Express Merett   | Pekka Korpi           | Pekka Korpi             | 1.13,4a | 2.67  | Gorniz            | Gauguin Ans      |
| 2006 | Frisky Bieffe    | Pietro Gubellini      | Edoardo Gubellini       | 1.14,0a | 7.91  | Faliero As        | Fairbank Gi      |
| 2005 | Echo dei Veltri  | Enrico Bellei         | Holger Ehlert           | 1.13,5a | 1.88  | Expo Bi           | Etrurio          |
| 2004 | Daguet Rapide    | Pietro Gubellini      | Maurizio Grosso         | 1.13,4a | 1.38  | Mahana            | Dolby Deimar     |
| 2003 | Lets Go          | Pietro Gubellini      | Helmut Biendl           | 1.14,3a | 1.98  | Crow Lg           | Cipollini Mario  |
| 2002 | Kaisy Dream      | Joseph Verbeeck       | Jean Pierre Dubois      | 1.13,7a | 4.14  | Boom di Casei     | Brandy Dei Fiori |
| 2001 | Air Force Blue   | Andrea Guzzinati      | Giuseppe Guzzinati      | 1.14,3a | 15.20 | Esterel Sunset    | Andrea di Jesolo |
| 2000 | Zucchero Om      | Pasquale Esposito J:r | Pasquale Esposito J:r   | 1.13,2a | 7.10  | Zamia Fc          | Zinia Di Casei   |
| 1999 | Varenne          | Giampaolo Minnucci    | Jori Turja              | 1.13,4a | 1.20  | Valentin Blak     | Vidimus          |
| 1998 | Uronometro       | Enrico Bellei         | Leif Berggren           | 1.13,8a | 1.60  | Unicorno Trio     | Uxer Lb          |
| 1997 | Kramer Boy       | Johnny Takter         | Johnny Takter           | 1.13,3a | 8.00  | Jupiter Hornline  | General November |